# Fakultät für Übersetzen und Dolmetschen der Universität Genf
Die Fakultät für Übersetzen und Dolmetschen (Französisch: Faculté de traduction et d’interprétation, FTI) ist eine von 9 Fakultäten  der Universität Genf in der Schweiz. Sie wurde 1941 unter dem Namen École d’interprètes de Genève gegründet, woraus mit der Einführung eines Studiengangs in Übersetzen im Jahr 1972 die École de traduction et d’interprétation wurde (ETI). Im Zuge einer Strukturreform im Jahr 2011 wurde sie zur heutigen FTI. Unterrichtsräume, Fakultätsleitung und Bibliothek befinden sich im Gebäude Uni Mail am Ufer der Arve. Die über 500 Studierenden sind auf verschiedene Departemente und Abteilungen aufgeteilt, darunter auch die Deutsche Abteilung des Departements für Übersetzen.

## Geschichte
Die Fakultät ist auf ihrem Gebiet eine der ältesten Ausbildung- und Forschungsstätten der Welt. Gegründet von Antoine Velleman im Jahr 1941 unter dem Namen École d’interprètes de Genève (EIG) als eine der ersten Dolmetsch-Ausbildungsstätten, wurde sie anfangs als Teil der Faculté des lettres geführt. In den Jahren 1953–1955 spaltete sie sich aber davon ab und erhielt den Status eines autonomen Instituts der Universität.
Mit der Einführung eines Studiengangs in Übersetzen wurde sie im Jahr 1972 zur École de traduction et d’interprétation (ETI). 2011 wurde sie schliesslich in Fakultät für Übersetzen und Dolmetschen (FTI) umbenannt. Heute zählt sie mehr als hundert Dozierende und Forschende.
Bis 1946 befand sich die Verwaltung des EIG im Büro von Antoine Velleman, in der Avenue Marc-Monnier Nr. 5. Danach wurden drei Räume und der Eingangsbereich einer Wohnung in der Rue Saint-Victor, Nr. 4 für den Unterricht genutzt und drei Räume derselben Wohnung wurden der Verwaltung zur Verfügung gestellt. In den Jahren 1952–1953 konnte die Verwaltung nach Umbauarbeiten im Universitätsgebäude in den ehemaligen Räumlichkeiten des Instituts für Physik im Erdgeschoss angesiedelt werden. 1978 zog das Institut in das Gebäude der Cours Commerciaux, an der Place des Augustins Nr. 19. 1992 übersiedelte es schliesslich in die neuen Räumlichkeiten der Uni Mail am Boulevard du Pont-d'Arve Nr. 40.

## Ressourcen

### Bibliothek
Die Bibliothek der Fakultät wurde 1953 gegründet. Sie umfasst Fachbücher, allgemeinsprachliche und Fachwörterbücher sowie Zeitschriften und bietet Zugang zu zahlreichen elektronischen Ressourcen. Die öffentlich zugängliche Bibliothek wurde 1984 an das Réseau romand RERO angeschlossen, das 2020 durch die gesamtschweizerische Online-Plattform Swisscovery ersetzt wurde.
Die erste Bibliothek der FTI war eine nicht institutionalisierte Sammlung von Werken, die sich im Büro von Antoine Velleman in der Avenue Marc-Monnier befand. Interessierte Studierende konnten Vellemans private Bücher ausleihen:

« Antoine Velleman avait mis sa bibliothèque à disposition des premiers étudiants, qui se souviennent —avec émotion— d'avoir appris des choses dans des dictionnaires, dans des livres, dans des revues, annotés de sa main. Pendant des années, dans cette pièce, personne n'était là... On avait la clé de cette bibliothèque (on était presque toujours plusieurs autour de la table), il n'y avait aucun contrôle. Et les livres, je crois, n'ont pas beaucoup disparu... »

„Antoine Velleman stellte seine Bibliothek den ersten Studierenden zur Verfügung, die sich auch heute noch gerne an all das erinnern, was sie aus den Wörterbüchern, Büchern und Zeitschriften – versehen mit Notizen von Vellemans Hand – gelernt haben. Jahrelang hatte uns niemand beaufsichtigt. Wir besassen einen Schlüssel zur Bibliothek (es sassen meistens ein Handvoll Studierende um den Tisch), und konnten nach Belieben kommen und gehen. Und die Bücher wurden, glaube ich, auch meist wieder ins Regal zurückgestellt ...“

1953 wurde im Untergeschoss des Universitätsgebäudes in den Bastions an der Rue de Candolle ein Zimmer eingerichtet. Es war dies die erste richtige Fachbibliothek des Instituts und sie enthielt einsprachige, zweisprachige und Fachwörterbücher sowie Publikationen zu den internationalen Organisationen. Als das Institut 1978 die Räumlichkeiten der Cours Commerciaux bezog, wurde die Bibliothek mit Computern ausgestattet. Für das Dolmetschen wurde eine Sammlung an Übungskassetten angelegt und den Studierenden standen zudem CDs zur Verfügung.

### Ressourcen für das Simultandolmetschen
Ursprünglich wurde an der Fakultät nur Konsekutivdolmetschen gelehrt. Auf Initiative der Studierenden und der Vereinigung der ehemaligen Diplomierten des Instituts (AAEDEI) wurde 1947 mithilfe einer Spende von IBM eine Simultandolmetschkabine eingerichtet und ab 1950 Simultandolmetschen unterrichtet.
Heute verfügt das Institut über eine virtuelle Unterrichtsplattform, auf der Studierende Zugang zu aufgenommenen Reden, Foren, Chats und Fernkursen in Simultandolmetschen haben.

## Studienangebot
Die Fakultät bietet folgende Ausbildungen: Bachelor Mehrsprachige Kommunikation, Master Übersetzen, Master Konferenzdolmetschen (Absolventen des Studiengangs Konferenzdolmetschen der FTI Genf gehören zu den weltweit besten Berufsleuten, wie die Zeitschrift The Monocle Forecast berichtet), Zusatzzertifikat Übersetzen. Die Studierenden wählen ihre Sprachkombination aus den folgenden von der Fakultät angebotenen Sprachen: Deutsch, Englisch, Französisch, Italienisch, Spanisch sowie Arabisch und Russisch.

## Mobilität
Die Fakultät bietet im Rahmen des European Swiss Mobility Program sowie anderer institutioneller oder bilateraler Abkommen Studienplätze für Austauschstudierende ausländischer Universitäten an. Seit der Annahme der Masseneinwanderungsinitiative hat die Europäische Union die Schweiz von der Teilnahme am Programm Erasmus+ suspendiert. Das SEMP ist die vom Schweizer Bund erarbeitete und finanzierte Interimlösung.

## Forschung
Obwohl das Institut in den Anfängen vor allem ein Ort der Berufsausbildung war, wird heute an der FTI Forschung in unterschiedlichen Bereichen betrieben.

### Forschungsgruppen und -bereiche
Die Forschungsgruppen führen Projekte durch, die von der Europäischen Union oder dem  Schweizerischen Nationalfonds zur Förderung der wissenschaftlichen Forschung  finanziert werden. Die Projekte befassen sich mit den unterschiedlichen Forschungsschwerpunkten der Fakultät.
- Das Forschungszentrum Transius (Centre d'études en traduction juridique et institutionnelle) ist auf Rechtsübersetzung und institutionelle Übersetzung spezialisiert.
- Die Forschungsstelle für Wirtschaft, Sprachen und Bildung (élf) befasst sich in erster Linie mit mehrsprachigem Kommunikationsmanagement.
- Das Departement Sprachtechnologie (TIM) ist auf den Gebieten der Maschinenübersetzung und der mehrsprachigen Spracherkennung sowie der Terminologie/Terminotik und der Lexikologie aktiv.
- Das Departement Dolmetschen konzentriert sich auf Arbeiten zum Dolmetschen und zur Kognition sowie zum Dolmetschen im humanitären Bereich.

### Doktorat
An der FTI kann man ein Doktorat in folgenden Fachbereichen ablegen:
- Übersetzungswissenschaft
- Sprachtechnologie
- Konferenzdolmetschen
- Mehrsprachiges Kommunikationsmanagement

## Internationale Vernetzung und Projekte mit der Stadt Genf

### Weiterbildung
Im Rahmen der universitären Weiterbildung können an der Weiterbildungskurse besucht werden, die zu einem Diplom oder einer Qualifikation in den folgenden Departementen führen: Übersetzen (Wirtschaft, Recht, Technik, Literatur), Revision, Redaktion (in der aktiven oder passiven Sprache), computergestützte Übersetzung (CAT), Terminologie und Dolmetschen.

### Europäische und internationale Verbindungen
Die FTI ist Mitglied folgender europäischer und internationaler Netzwerke: 
- UNO-Programm für Zusammenarbeit mit Universitäten[36][37]
- European Masters in Conference Interpreting (EMCI)[38]
- European Masters in Translation (EMT)[39]
- Conférence internationale permanente d'instituts universitaires de traducteurs et interprètes (CIUTI)[40]
- Universities Contact Group des International Annual Meeting on Language Arrangements, Documentation and Publications (IAMLADP)[41]

### Technologische Innovationen
Die FTI arbeitet mit der Stadt Genf zusammen an Projekten zur technologischen Innovation. Ein Beispiel dafür ist das Projekt BabelDr, das in Zusammenarbeit mit der Genfer Universitätsklinik entwickelt wurde und den Preis Innogap 2015 erhalten hat.

### Monographien
- Carmen M. Capel Esteve und Axelle Chazal: Les études en interprétation de conférence à l'ETI : Avant, pendant et après. Universität Genf, Genf 2010 (französisch).
- Patrice Duret: L'École de traduction et d'interprétation et sa bibliothèque (1941-1993) : dossiers documentaires et brochure historique : rapport. Association des bibliothèques et bibliothécaires suisses, 1998 (französisch).
- Patrice Duret: L'ETI : toute une histoire... L'École de traduction et d'interprétation de 1941 à 1993. Bibliothèque de l'École de traduction et d'interprétation, Genf 1998 (französisch).
- Paul-Edmond Martin: XXXII - L’école d'interprètes (1948-1955). In: L'Université de 1914 à 1956. Genf 1958, S. 293–296 (französisch).
- Katrin Rumprecht: 5.1 (École de Traduction et Interprétation (ETI) in Genf). In: Hartwig Kalverkämper und Larisa Schippel (Hrsg.): Die Nürnberger Prozesse und ihre Bedeutung für die Entwicklung des modernen Konferenzdolmetschens. Frank & Timme, Berlin 2008, S. 264–265.
- Die Dolmetscherschule in Genf. Schweiz. Zentralstelle für Frauenberufe, 1943.

### Aufsätze
- Bruno de Bessé: École de traduction et d’interprétation de l’Université de Genève. In: Traduire : revue française de la traduction. Nr. 192, 2002, S. 53–67 (französisch).
- Louis Truffaut: L’École de traduction et d’interprétation de l’Université de Genève. In: Cahiers européens - Europäische Hefte - Notes from Europe. Nr. 2, 1980, S. 82–96 (französisch).

### Medienberichte
- Françoise Buffat: Y a-t-il une crise à l'École de traduction et d'interprétation ? In: Journal de Genève. 1977 (französisch).
- Varuna Singh: Le diplôme de l'Ecole de traduction devient eurocompatible. In: Journal de Genève und Gazette de Lausanne. 1993 (französisch).
- Claudine Girod: La «réforme» de l'École de traduction sème la discorde. In: Tribune de Genève. 2004 (französisch).
- Yvan Schulz: L’ETI peine à faire passer ses réformes. In: Le Courrier. 2004 (französisch).
- Miguel Otera: L’ETI veut faire la preuve par dix de l’efficacité de ses réformes. In: Le Courrier. 2005 (französisch).
- Marion Moussadek: À l’ère digitale, le métier d’interprète de conférence amorce sa mutation. In: Le Temps. 2007 (französisch).